# Satomi Satō
Satomi Satō (jap. 佐藤 聡美 Satō Satomi; ur. 8 maja 1986 w Sendai) – japońska seiyū i piosenkarka, związana z Aoni Production.

## Role
Ważniejsze role w anime:
- Suteki Tantei Labyrinth – Yae Yatomi
- Jigoku shōjo – Yuzuki Mikage
- Hyakko – Inori Tsubomiya
- K-On! – Ritsu Tainaka
- Asura Cryin’ – Aine Shizuma
- Hatsukoi Limited – Yuu Enomoto
- Toaru majutsu no Index – Banri Edasaki
- Seitokai Yakuindomo – Aria Shichijo
- Ookami-san to Shichinin no Nakamatachi – Machiko Himura
- Fairy Tail – Wendy Marvell
- Ore no Imouto ga Konna ni Kawaii Wake ga Nai – Manami Tamura
- Hyouka – Eru Chitanda
- K – Kukuri Yukizome
- Queen’s Blade – Laila
- Jak zostałam bóstwem!? – Ami Nekota
- Hyakka Ryouran: Samurai Girls – Inshun Hozoin
- Karneval – Eliška
- Kin'iro Mosaic – Sakura Karasuma
- Gochuumon wa Usagi Desuka? – Chiya Ujimatsu
- Mahouka Koukou no Rettousei – Mizuki Shibata
- Girlfriend (Kari) – Kokomi Shiina
- Sailor Moon Crystal – Naru Osaka

## Nagrody i wyróżnienia
- Nagroda Seiyū (2010) w kategorii: najlepszy występ muzyczny – „Hōkago Teatime” w anime K-On![2]
- Nagroda Seiyū (2011) w kategorii: najlepsze objawienie wśród aktorek za role Wendy Marvell w Fairy Tail, Ritsu Tainaki w K-On! oraz Manami Tamury w Ore no imouto ga konna ni kawaii wake ga nai[3]
- Nagroda Animation Kobe w kategorii najlepszego utworu („Don't say lazy”)[4]
- Album Hōkago Teatime zajął 1. miejsce na liście najlepiej sprzedających się płyt CD według serwisu Oricon[5]